# Nižnij Viljujkan
Il Nižnij Viljujkan (in russo Нижний Вилюйкан?; in italiano Viljujkan inferiore) è un fiume della Russia siberiana orientale (Repubblica Autonoma della Sacha-Jacuzia), affluente di sinistra del Viljuj.
Nasce sull'altopiano del Viljuj e scorre in direzione sud-sud-est sfociando successivamente nel Viljuj nel suo alto corso, a 2 214 km dalla foce. Il maggior tributario è il fiume Levyj Nižnij Viljujkan (133 km, Viljujkan inferiore di sinistra) proveniente dalla sinistra idrografica. 
Il fiume non incontra centri urbani in tutto il suo corso; come tutti i corsi d'acqua del bacino è gelato, mediamente, da metà ottobre a fine maggio-inizio giugno.